# Hemiarthrus nematocarcinus
Hemiarthrus nematocarcinus är en kräftdjursart som beskrevs av Stebbing 1914. Hemiarthrus nematocarcinus ingår i släktet Hemiarthrus och familjen Bopyridae. Inga underarter finns listade i Catalogue of Life.